# Christian Lübbers

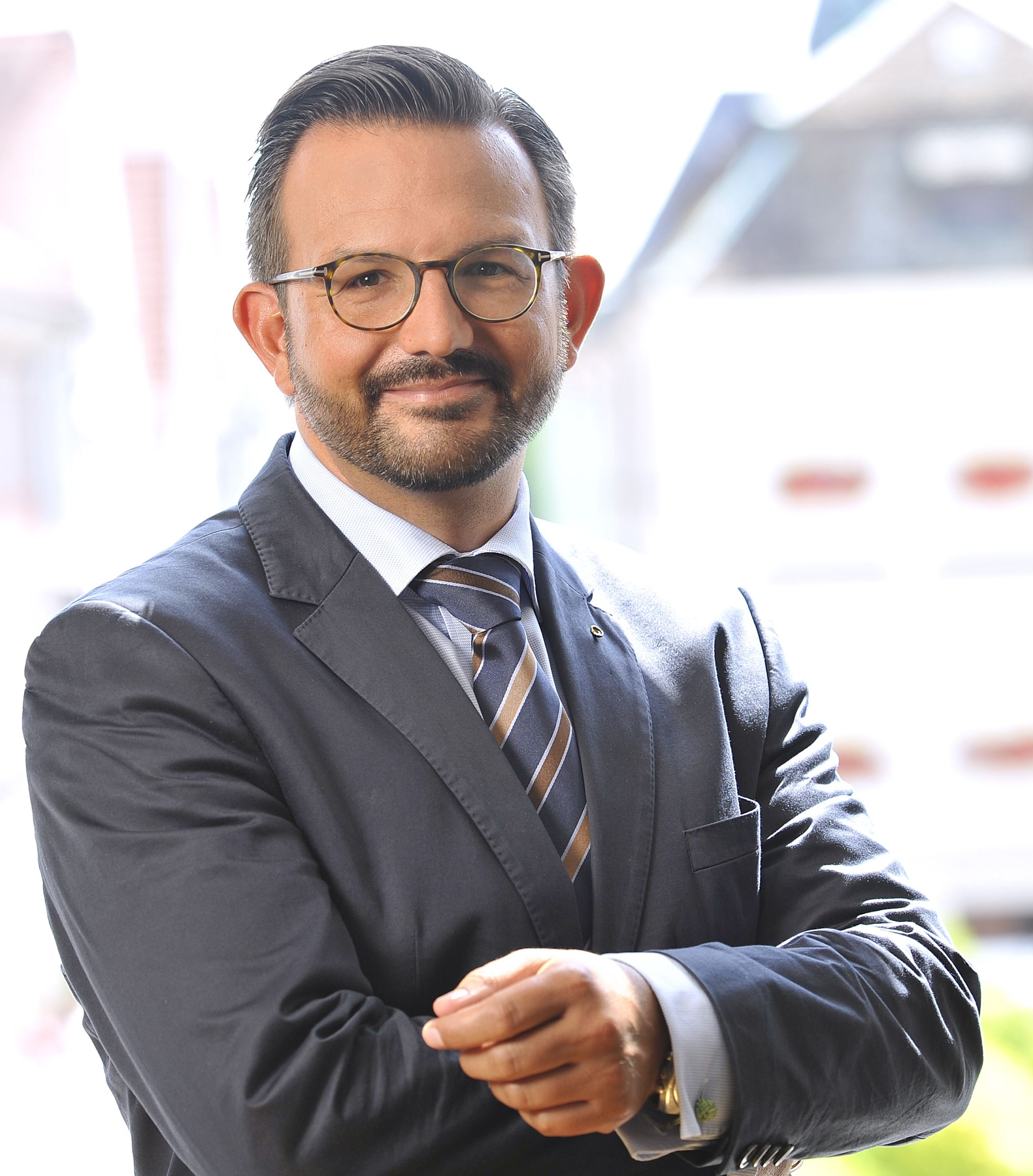
Christian Lübbers

Christian W. Lübbers (* 8. November 1977 in Hannover) ist ein deutscher Facharzt für Hals-Nasen-Ohren-Heilkunde. Er ist als Autor im Bereich der HNO-Medizinhistorie und im Rahmen seiner Aufklärung zur Pseudomedizin, insbesondere Homöopathie, wie auch zur Impfaufklärung tätig.

## Werdegang
Lübbers studierte Medizin in Marburg und München und wurde 2005 bei Gerd Rasp zum Thema „Über die Resultate der Rekonstruktion der Gehörknöchelchenkette mit der Bojrab-Prothese und die Entwicklung einer neuen Plot-Darstellung“ promoviert. Seine Facharztausbildung absolvierte er bei Alexander Berghaus und Hjalmar Hagedorn. Er war am Klinikum Großhadern und zuletzt als Oberarzt am Klinikum Dachau tätig, bevor er 2011 eine HNO-Praxis im oberbayerischen Weilheim übernahm, welche er in der Folge weiter ausbaute.

## Homöopathie-Kritik
Lübbers ist einer der prominentesten Kritiker der Homöopathie in Deutschland. Im Januar 2017 entfernte er einem vierjährigen Kind, welches er wegen einer eitrigen Mittelohrentzündung in seiner Praxis behandelte, mehrere Globuli aus dem Ohr. Diese wurden von den Eltern dort fälschlicherweise appliziert, weil sie trotz einer Verordnung offensichtlich über die Anwendungsweise nicht bzw. nicht vollständig aufgeklärt waren. Der Fall inspirierte ihn zu einem ersten homöopathiekritischen Beitrag auf Twitter, welcher kurz darauf von über 1.800 Personen geteilt wurde.
Am 23. Juli 2017 verwendete er erstmals den Hashtag #Globukalypse (damals noch „#Globokalypse“ geschrieben), ein Kofferwort zusammengesetzt aus Globuli und Apokalypse. In der Folge nutzte er diesen intensiv im Zuge der Aufklärung über Homöopathie auf seinem Twitter-Account und das Schlagwort wurde schnell auch von anderen Nutzern übernommen. Der Begriff steht laut Lübbers für die Grundsätze ehrlicher Patientenkommunikation, konkret für eine Abschaffung der Kassenerstattung, der Apothekenpflicht und des Arzneimittelstatus homöopathischer Präparate, nicht jedoch für ein Verbot von Homöopathika, da die Kritik nicht beabsichtige, die Wahlfreiheit des aufgeklärten Patienten einschränken zu wollen. Ziel sei es, den „esoterischen Schleier“ über der Homöopathie zu lüften und damit insbesondere den Konsumenten den Weg für eine objektive und rationale Beurteilung von Pseudomedizin zu eröffnen. Dies setze voraus, dass die Diskussionen mit Andersdenkenden in den sozialen Medien sachlich und respektvoll geführt werden.
Im Zuge einer zunehmend intensiven und kontroversen Diskussion um das Thema Homöopathie erlangte der von Lübbers geprägte Hashtag nicht nur weitere Verbreitung in den sozialen Netzwerken, sondern wurde auch in klassischen Medien aufgegriffen. Zusätzlichen Auftrieb für die Verbreitung des Hashtags lieferte die öffentliche Diskussion um den Versuch des Pharmaunternehmens Hevert-Arzneimittel im Mai 2019, die öffentliche Äußerung, Homöopathie wirke "nicht über den Placeboeffekt hinaus", mit rechtlichen Mitteln zu unterbinden (u. a. mittels eines Abmahnungsversuchs gegenüber der homöopathiekritischen Ärztin und Autorin Natalie Grams).
Lübbers' X-Profil verzeichnet rund 68.000 Follower (Stand: Januar 2024). Verschiedene Medien in Deutschland, wie auch im Ausland berichteten über seine Aktivitäten gegen Homöopathie und für eine evidenzbasierte Medizin.
Christian Lübbers ist Sprecher des Informationsnetzwerks Homöopathie und in dieser Eigenschaft ein gefragter Experte in den Medien und für Fachvorträge. Er wird im Impressum der überregionalen Publikationen Die Zeit und Zeit Online als Gastautor geführt.
Lübbers sieht im Einsatz für und der Aufklärung über das Impfen insbesondere in der Corona-Pandemie einen wichtigen Teil seines Einsatzes gegen Pseudomedizin, die sich z. B. in homöopathischen Angeboten im Umfeld des Impfens, aber auch in zahlreichen Fehlinformationen der Bevölkerung und der hierdurch entstandenen Impfskepsis manifestiere. Er war der erste niedergelassene Arzt in Bayern, der mit Impfungen gegen das SARS-CoV2-Virus begonnen hat.

## Publikationen (Auswahl)
- K. Stelter, C. W. Lübbers, M. Andratschke, A. Leunig: Quincke-Ödem: Diagnose und Management von 102 Patienten mit plötzlichem Larynxödem. In: Laryngo-Rhino-Otologie. Vol. 86, Band 6, 2007, S. 416–419.
- Franz Heigl, Reinhard Hettic, Markus Suckfuell, Christian W. Luebbers, D. Osterkornd, K. Osterkorn, Martin Canis: Fibrinogen/LDL apheresis as successful second-line treatment of sudden hearing loss: a retrospective study on 217 patients. In: Atherosclerosis Supplements. Vol. 10, Band 5, 2009, S. 95–101.
- Winfried Möller, Christian Lübbers, Wolfgang Münzing, Martin Canis: Pulsating airflow and drug delivery to paranasal sinuses. In Current Opinion in Otolaryngology & Head and Neck Surgery. Vol. 19, Band 1, 2011, S. 48–53.
- Wolf Lübbers, Christian W. Lübbers: Namensgeber historischer Instrumente der Hals-Nasen-Ohrenheilkunde. Endo-Press, 2016, ISBN 978-3-89756-224-0.
- Christian Lübbers: Wem nützt Homöopathie? In: Die Zeit. Nr. 40, 2019.
- Natalie Grams, Christian Lübbers: Warum Homöopathie keine Leistung der solidarisch finanzierten Krankenkassen sein sollte. (= WISO Direkt. Band 19). Friedrich-Ebert-Stiftung, 2019, ISBN 978-3-96250-422-9.
- Christian Lübbers: Globukalypse now!. In: Zeit Online. 14. November 2019.
- Natalie Grams, Christian Lübbers, Bettina Frank, Udo Endruscheit: Informationsnetzwerk Homöopathie – Ein homöopathiekritischer Think Tank. In: David Matusiewicz (Hrsg.): Think Tanks im Gesundheitswesen — Deutsche Denkfabriken und ihre Positionen zur Zukunft der Gesundheit. Springer Gabler, Wiesbaden 2020, ISBN 978-3-658-29727-5, S. 143–154.
- Christian W. Lübbers, Udo Endruscheit: Homöopathie – schlechter als ihr Ruf? in: HAUSARZT PRAXIS 2020; Vol. 15, Nr. 8 (Schweiz). https://www.medizinonline.ch/system/files/hp8_web_0.pdf#page=8
- C. W. Lübbers, U. Endruscheit: Homöopathie – Eine Therapieoption für die Praxis? Bewertung unter dem Blickwinkel der evidenzbasierten Medizin. [Homeopathy-a therapeutic option for medical practice? : An evaluation from the perspective of evidence-based medicine]. In: HNO. 19. Mai 2021. doi:10.1007/s00106-021-01061-w, PMID 34009440
- Wolf Lübbers, Christian W. Lübbers: 72-mal Lübbers und Lübbers. Historische HNO-Instrumente und ihre Namensgeber. In: Springer Medizin: HNO Nachrichten, Sonderausgabe 1/2021 zum HNO-Jubiläumsjahr, S. 18–170. ISSN 0177-1000 / ISSN 2198-6533
- Christian Lübbers: Ärztliche Zusatzbezeichnung - nicht mal ein Anachronismus. In: Bayerisches Ärzteblatt. 1. September 2021 ("Contra"-Beitrag in einem Argumentationsaustausch zum Thema "Beibehaltung der ärztlichen Zusatzbezeichnung Homöopathie" der Landesärztekammer Bayern)